# 2018年のドイツ
2018年のドイツ （2018ねんのドイツ）では、2018年のドイツに関する出来事について記述する。

## 国家元首等
- 連邦大統領
  - 第12代: フランク＝ヴァルター・シュタインマイアー （2017年3月19日 - ）
- 連邦首相
  - 第8代: アンゲラ・メルケル （2005年11月22日 - ）

## できごと

### 2月
- 2月15日-25日 - 第68回ベルリン国際映画祭。
- 2018年平昌オリンピック - エリック・フレンツェルがノルディック複合で2連覇を達成するなど、ドイツはノルウェーと並んで最多タイとなる14個の金メダルを獲得[1]。

### 4月
- 4月7日 - ノルトライン＝ヴェストファーレン州・ミュンスターでカフェやレストランのテラス席に車が突っ込み、2人が死亡、20人以上が負傷、容疑者は銃で自殺[2]。

### 6月
- 6月18日 - フォルクスワーゲンの排ガス不正問題、いわゆる「ディーゼルゲート」事件に関連し、傘下の高級車部門アウディのルパート・シュタドラー（英語版）会長が不正に関与した疑いで逮捕[3]。

- 6月27日 - 2018 FIFAワールドカップでドイツ代表が17大会ぶり（不参加の1950年を除く）の1次リーグ敗退が決定[4]。

### 7月
- 7月14日 - テニス・2018年ウィンブルドン選手権の女子シングルスでアンゲリク・ケルバーが優勝、ドイツの女子選手としては1996年のシュテフィ・グラフ以来22年ぶり[5]。

### 9月
- 9月19日 - サッカー・ブンデスリーガのTSG1899ホッフェンハイムのユリアン・ナーゲルスマン監督がUEFAチャンピオンズリーグのFCシャフタール・ドネツク戦で、同大会史上最年少となる31歳58日で指揮（従来の最年少記録はヴィクトル・ゴンチャレンコの31歳99日）[6]。
- 9月24日 - 国際サッカー連盟（FIFA）の賞でサッカードイツ女子代表のジェニファー・マロジャン（オリンピック・リヨン）がFIFA女子最優秀選手賞の2位に選出（マルタ・ビエイラ・ダ・シルバ（ブラジル代表）に次ぐ）[7]。

### 10月
- 10月15日 - ノルトライン＝ヴェストファーレン州・ケルンのケルン中央駅で男が火炎瓶を投げ、女性を人質に取り立てこもる事件が発生、3人が負傷[8]。